# Diogo de Vasconcelos (Minas Gerais)
Diogo de Vasconcelos es un municipio brasilero del estado de Minas Gerais. Su población estimada en 2004 era de 3.875 habitantes.